# Wow (sång av Kylie Minogue)
"Wow" är en danspoplåt framförd av den australiska sångerskan Kylie Minogue och återfinns på hennes tionde studioalbum X. Låten skrevs av Minogue, Greg Kurstin och Karen Poole och producerades av Kurstin. Låten släpptes som albumets andra singel i Australien och Storbritannien i februari 2008.

## Format- och låtlista
Brittisk CD 1
1. "Wow"
2. "Cherry Bomb"

Brittisk CD 2
1. "Wow"
2. "Do It Again"
3. "Carried Away"
4. "Wow" (Death Metal Disco Scene Mix)

Australisk CD
1. "Wow"
2. "Do It Again"
3. "Carried Away"
4. "Wow" (Death Metal Disco Scene Mix)

Europeisk CD 1
1. "Wow"
2. "Can't Get You Out of My Head" (Greg Kurstin Mix)